# Battlefield Vietnam
Battlefield Vietnam è uno sparatutto in prima persona appartenente alla saga Battlefield di Digital Illusions Creative Entertainment ed Electronic Arts, pubblicato nel 2004 per Windows. L'ambientazione è quella della Guerra del Vietnam, combattuta tra il 1964 e il 1975. Nel gioco ci sono due fazioni contrapposte: gli Stati Uniti e l'esercito Vietnamita.
I miglioramenti apportati vanno da un nuovo motore grafico (che consente la riproduzione dettagliata della vegetazione) all'utilizzo dei mezzi (introdotti gli elicotteri e la possibilità di sparare da mezzi in movimento).

## Modalità di gioco
Il gioco dà al giocatore la possibilità di usare una varietà di armi usate durante la guerra. Le armi vanno dal CAR-15 al AK-47 alle mine mine di terra che possono disabilitare un carro armato. Sono presenti anche diverse addizioni, come la possibilità di cambiare la stazione radio del veicolo per sentire la musica del periodo. I giocatori possono anche sostituire la musica della colonna sonora con la propria musica mp3 nella cartella "My Music" nella cartella principale, rivertendo la musica per errore quando si cancellano i file. Un'altra notabile abilità e la possibilità di far fuoco dai lati del passeggero dai veicoli, invece di rimanere senza armi. Un'altra novità, forse la più utile, è la mappa 3D map, attivabile dal giocatore, mostrandogli la rappresentazioni di icone delle unità amiche e dei punti di controllo.

### Fazioni
Battlefield Vietnam include gli Stati Uniti, Sud Vietnam, Nord Vietnam, e i Vietcong.

### Veicoli
Il gioco presenta una varietà di famosi veicoli militari della guerra, pilotabili dal giocatore come il carro M48 Patton, la jeep M15A e lo Huey. Tuttavia, i giocatori nord-vietnamiti e (Vietcong) hanno accesso a una vasta gamma di veicoli, come i carri armati T-54, il fuoristrada GAZ-69 e persino lo Scooter Tuk-Tuk a 3 ruote.

### Mappe
Battlefield Vietnam figura mappe originali e mappe create dai fan scaricabili. Mentre alcune mappe tengono 2 fazioni di base, alcune mappe possono avere US Marine Corps mentre altre possono avere gli US Special Forces etc. e questo, le armi di una mappa possono essere diverse da quelle di un'altra mappa.

## Colonna sonora
La lista di tracce audio per Battlefield Vietnam include:
1. Creedence Clearwater Revival – Fortunate Son (tema principale, come riferimento a Platoon e Forrest Gump) – 2:16
2. Edwin Starr – War – 3:29
3. Martha Reeves and the Vandellas – Nowhere to Run (come riferimento a Good Morning, Vietnam) – 2:55
4. The Troggs – Wild Thing – 2:30
5. Rare Earth – Get Ready – 2:52
6. Canned Heat – On the Road Again (come riferimento alla serie TV Vietnam addio) – 3:24
7. The Guess Who – Shakin' All Over – 2:45
8. Count Five – Psychotic Reaction – 3:05
9. Deep Purple – Hush – 4:17
10. The Kinks – All Day And All Of The Night – 3:44
11. The Kinks – You Really Got Me – 2:14
12. The Box Tops – The Letter – 1:54
13. Jefferson Airplane – Somebody to Love – 2:58
14. Bobby Fuller – I Fought the Law – 2:22
15. Orchestra Sinfonica di Budapest – Cavalcata delle Valchirie (come riferimento ad Apocalypse Now) – 5:20
16. The Trashmen – Surfin' Bird (come riferimento a Full Metal Jacket) – 2:17
17. Jefferson Airplane – White Rabbit (tema del menu, remix strumentale - come riferimento a Platoon) – 2:54

## Accoglienza
| Testata               | Giudizio            |
| --------------------- | ------------------- |
| Metacritic (media al) | 84/100              |
| Computer Gaming World | 4/5                 |
| Edge                  | 8/10                |
| Game Informer         | 8/10                |
| Game Revolution       | B+                  |
| GamePro               | 5/5                 |
| GameSpot              | 8,5/10              |
| GameSpy               | 4/5                 |
| GameZone              | 9/10 (Redux) 6.5/10 |
| IGN                   | 8,2/10              |
| Maxim                 | 8/10                |
| Playboy               | 88%                 |
| PC Gamer              | 90%                 |

Nel giugno 2004, Battlefield Vietnam ha ricevuto una certificazione "Gold" dal Verband der Unterhaltungssoftware Deutschland, a indicare vendite di almeno 100 000 unità in Germania, Svizzera e Austria.  Le vendite complessive di Battlefield Vietnam hanno raggiunto 990 000 copie entro quel novembre, quando la serie Battlefield aveva venduto 4,4 milioni di copie.
Il gioco ha ricevuto "recensioni generalmente favorevoli" secondo il sito web di aggregazione di recensioni Metacritic.
Battlefield Vietnam è arrivato secondo nella lista di Computer Games Magazine dei 10 migliori giochi per computer del 2004. Ha vinto il premio speciale della rivista per "Miglior colonna sonora". Ha anche vinto il premio "Best Licensed Music" di GameSpot nel 2004.